# Strada nazionale 9 dell'Isonzo
La strada nazionale 9 dell'Isonzo era una strada nazionale del Regno d'Italia, che congiungeva Duino a Fusine, risalendo il percorso dell'Isonzo.
Venne istituita nel 1923 con il percorso "Dall'Adriatica Superiore n. 4 oltre Duino, per Jemiano - Merna - Gorizia - Uznik - Saga - Plezzo - Tarvisio - Rotschach.".
Nel 1928, in seguito all'istituzione dell'Azienda Autonoma Statale della Strada (AASS) e alla contemporanea ridefinizione della rete stradale nazionale, il suo tracciato divenne parte della strada statale 55 dell'Isonzo (da Duino a Caporetto) e della strada statale 54 del Friuli (da Caporetto a Fusine).